# 愛知県道304号碧南高浜環状線

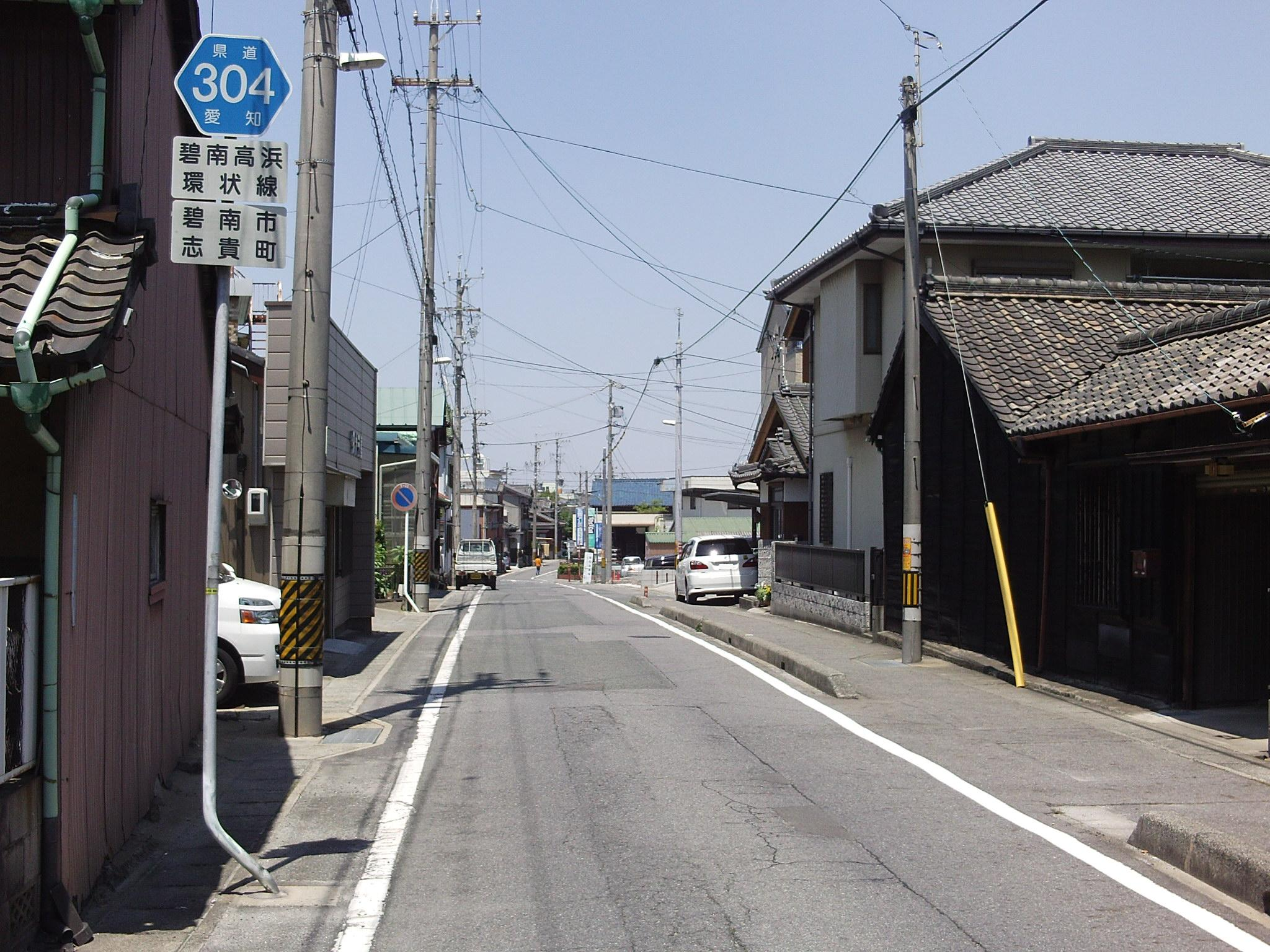
碧南市にある起点。春日町までは一方通行規制あり。

愛知県道304号碧南高浜環状線（あいちけんどう304ごう へきなんたかはまかんじょうせん）は、愛知県碧南市から高浜市に至る一般県道である。

## 概要
両市内の旧市街地の東寄りを南北に縦貫する道路であり、当路線に接続して西側を通る県道50号や県道43号、及び国道247号と合わせて細長い環状道路を形成している。

### 路線データ
- 起点：愛知県碧南市志貴町（愛知県道43号岡崎碧南線交点）
- 終点：愛知県高浜市新田町（愛知県道50号名古屋碧南線交点）
- 全長：約9.4km

## 沿革
- 1976年（昭和51年）3月10日：認定[1]

## 通過する自治体
- 愛知県
  - 碧南市
  - 高浜市

## 接続する道路
- 愛知県道43号岡崎碧南線（毘沙門交差点）

この間北行き一方通行区間あり（毘沙門交差点 - 春日町交差点）
- 愛知県道383号蒲郡碧南線（文化会館前交差点）
- 愛知県道45号安城碧南線（中央中学校東交差点）
- 愛知県道301号西尾新川港線（新道）（浜尾橋北交差点 - 住吉交差点で重複）
- 愛知県道301号西尾新川港線（現道）（住吉交差点）
- 愛知県道295号道場山安城線（住吉交差点 - 荒居町交差点で重複）

- 愛知県道46号西尾知多線（論地町3丁目交差点）
- 愛知県道47号岡崎半田線（神明宮西交差点）
- 国道419号（吉浜小学校東交差点）
- 愛知県道473号吉浜停車場線（高浜市屋敷町1丁目地内）
- 愛知県道50号名古屋碧南線（高浜市新田町4丁目地内）

## 周辺
- 妙福寺（志貴毘沙門天）
- 碧南市文化会館
- 碧南市民図書館中部分館
- 油ヶ淵水辺公園
- 高浜市立高取農業センター
- 名鉄三河線 吉浜駅